# 2e arrondissement de Parakou
Pour les articles homonymes, voir 2e arrondissement.
Le 2e arrondissement de Parakou est l'un des trois arrondissements de la commune de Parakou dans le département du Borgou au Bénin.

## Géographie
Le 2e arrondissement de Parakou est situé au nord-est du Bénin et compte 10 villages que sont Agbagba, Assagbine-baka, Banikani, Baparape, Goromosso, Korobokokou, Korobororou-peulh, Ladji Farani, Lemanda et Zongo-zenon.

## Démographie
Selon le recensement de la population de 2013 conduit par l'Institut national de la statistique et de l'analyse économique (INSAE), le 2e arrondissement de Parakou compte 71121 habitants  .

## Galerie de photos

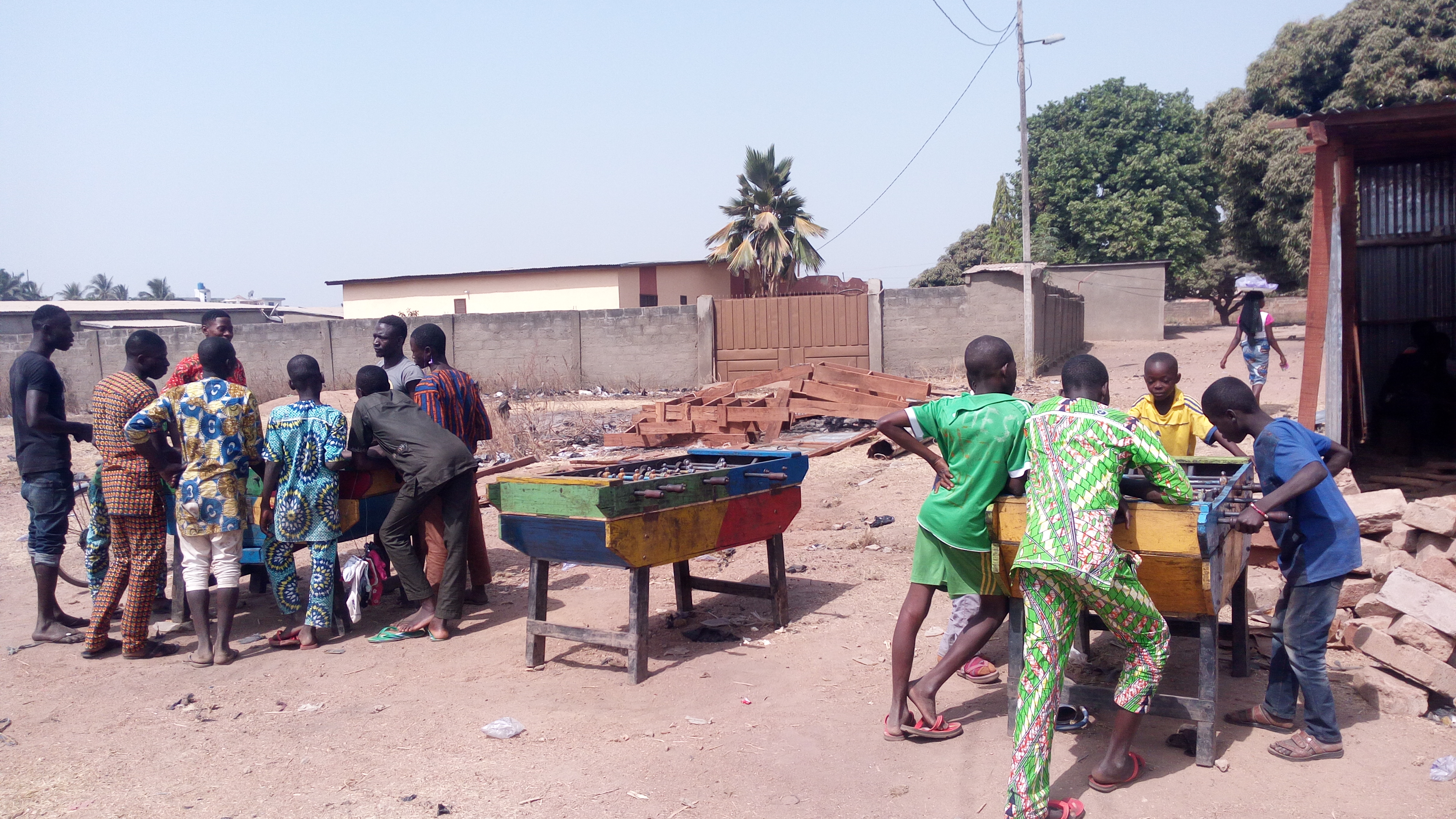
Jeunes jouant au BabyFoot
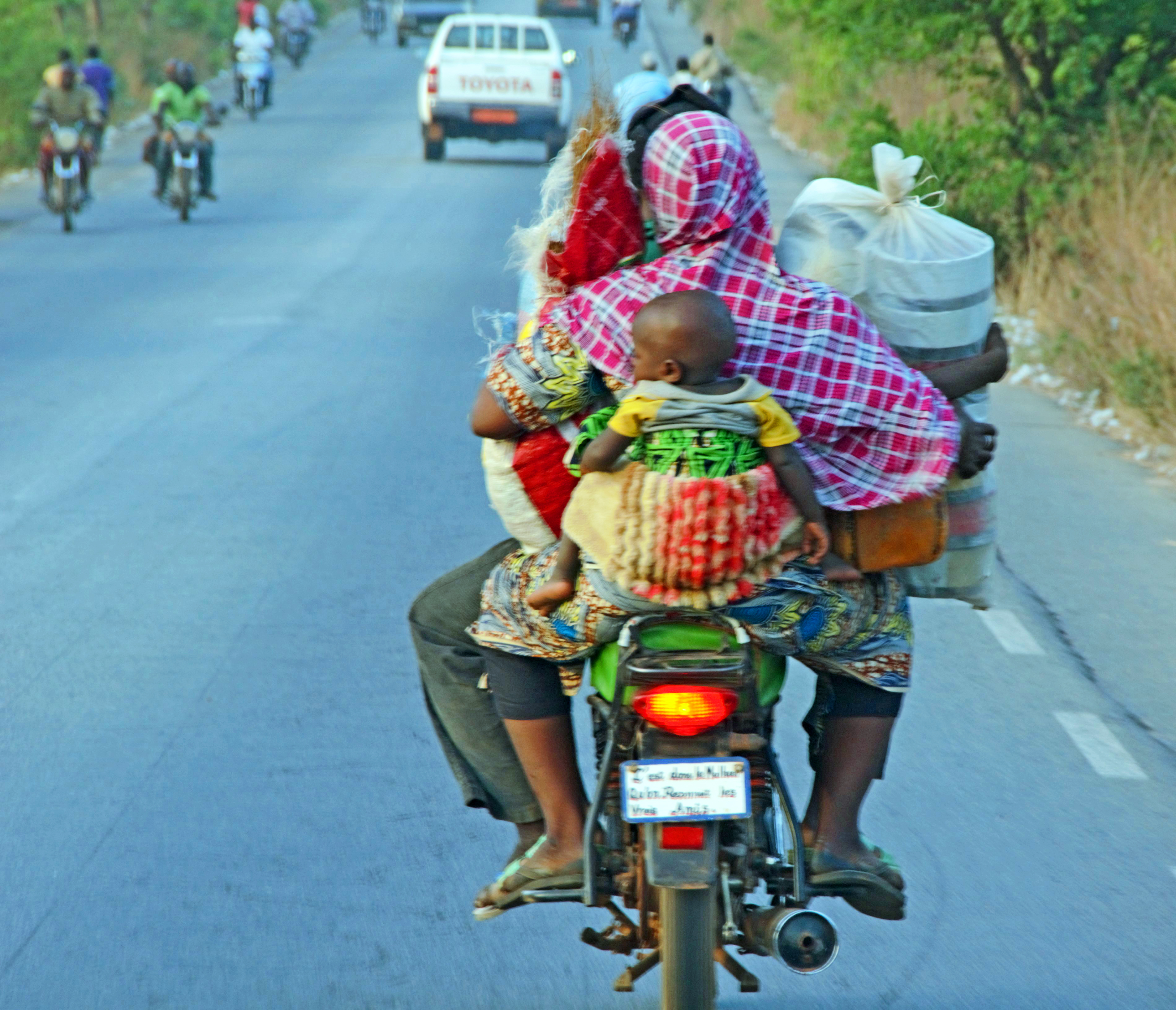
Une femme avec un bébé, des bagages dans les deux bras sur moto sur la route de Parakou vers son village
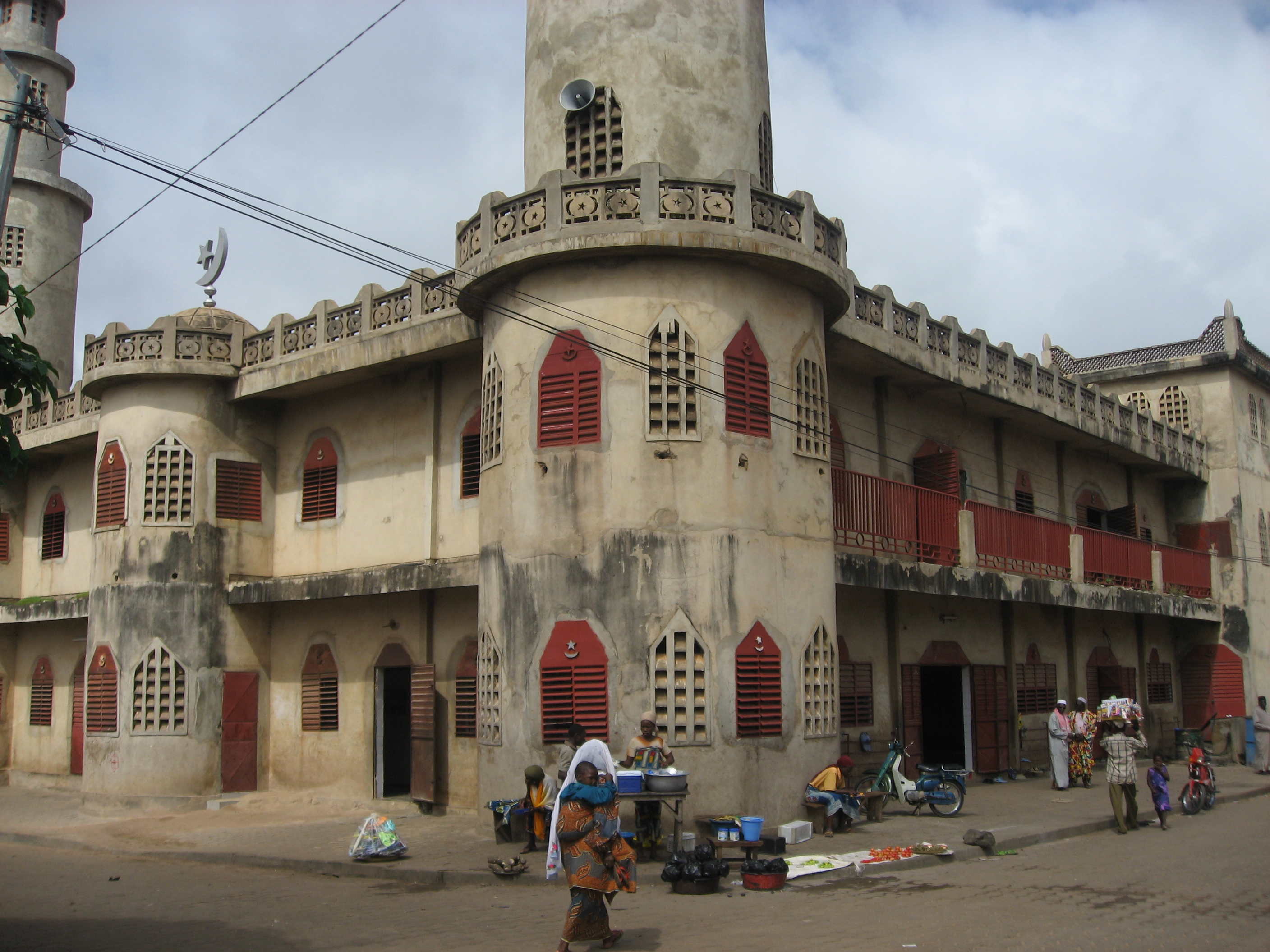
Mosquée Parakou